# René Dalize
René Dalize, né Charles Marie Edouard René Dupuy à Paris le 30 novembre 1879 et mort le 7 mai 1917 au Chemin des Dames dans les combats de la Première Guerre mondiale, est un écrivain français, ami de Guillaume Apollinaire, qui lui a dédié son recueil Calligrammes.

## Biographie
Charles Marie Edouard René Dupuy est le fils du journaliste parisien Charles Dupuy, rédacteur en chef de l'hebdomadaire monarchiste La Gazette de France ; la famille a des origines en Martinique et prétend descendre du chevalier Auguste Dupuy des Islets (1760-1829), créole de Saint-Domingue, lointain cousin de Joséphine Tascher de la Pagerie dont il aurait été l'amant et introducteur du menuet aux Antilles. Cependant, aucun lien généalogique ne semble avoir été établi en ce sens,. 
Dans ses mémoires autobiographiques parues en 1994, J'ai eu pour métier ma passion, le metteur en scène René Dupuy (1920-2009) indique qu'il est le fils d'une sœur de René Dupuy, Charlotte, et que les enfants, mal aimés de leur mère, avaient été expédiés dans des établissements religieux.
René Dalize rencontre Guillaume Apollinaire, qui a un an de moins que lui, en 1892 au collège catholique Saint-Charles de Monaco, dirigé par les frères maristes et devient son ami. Dalize y sera élève pendant deux ans. Apollinaire évoque cette période dans le poème « Zone » d'Alcools :
Tu es très pieux et avec le plus ancien de tes camarades René Dalize
Vous n'aimez rien tant que les pompes de l'Église
Il est neuf heures le gaz est baissé tout bleu vous sortez du dortoir en cachette
Vous priez toute la nuit dans la chapelle du collège
En 1897, René Dupuy entre dans la marine où il restera jusqu'en 1908 ; il est aspirant à Cherbourg, enseigne de vaisseau en 1901-1902 sur le croiseur "Suchet" ; il assiste le 8 mai 1902 à l'éruption de la montagne Pelée à la Martinique : le "Suchet" s'y trouvait et put secourir des marins et des passagers des autres navires en feu au mouillage dans la rade. Dalize sert ensuite sur le contre-torpilleur "Mousquet" en Méditerranée en 1904 et comme second sur un torpilleur dans la Manche en 1905-1906. Il quitte la marine en 1908.
Il est à Paris à partir de 1909 et renoue avec Guillaume Apollinaire ; il fréquente le monde littéraire et journalistique, notamment dans le salon animé par Augustine Bulteau qui épousera Paul-Jean Toulet avec lequel il se lie. Dalize, comme d'autres anciens officiers de marine, est l'un des introducteurs dans ce monde d'artistes, d'écrivains et de journalistes de l'usage de l'opium. 
En février 1912, il fonde avec Guillaume Apollinaire, André Billy, André Salmon et André Tudesq la revue littéraire et artistique Les Soirées de Paris qui paraîtra jusqu'en août 1914. Il y publie des articles et des textes (« La littérature des intoxiqués », no 1, où il propose « trois récits de vision » qui « résument [...] assez bien à eux seuls, la littérature entière de l'opium » ; « Sur le bateau de fleurs », no 2 ; « Variations sur le cannibalisme », no 3 ; « La Révolte », no 4 ; « À propos d’un livre de M. Barrès », compte-rendu de Gréco ou le secret de Tolède de Maurice Barrès, no 5) ainsi que des poèmes.
Il publie en 1912 sous le pseudonyme de Franquevaux en feuilleton dans le journal Paris-Midi un roman d'aventures Le Club des neurasthéniques. Trois romans parus en 1914 sous le nom d'Apollinaire ont été attribués à René Dalize : La Fin de Babylone, Les trois Don Juan et La Rome des Borgia.

## La guerre
Incorporé en 1914, René Dalize est affecté au 18e régiment d'infanterie puis au 414e régiment d'infanterie où il retrouve le poète Jean Le Roy ; avec lui, et François Bernouard, poète et typographe, il crée un journal de tranchées, Les Imberbes, qui a pour sous-titre « paraissant de temps à autre et longtemps s'il plaît à M.M. les Allemands ». Sa Ballade du pauvre Macchabé mal enterré y paraît dans le no 4 d'octobre 1915 sous le pseudonyme de caporal Baron de Franquevaux.
En septembre 1915, Dalize est nommé capitaine. Il est nommé chevalier dans l'ordre de la Légion d'honneur le 1er avril 1917.
Il est tué le 7 mai 1917 par un obus au plateau de Californie, partie orientale du Chemin des Dames qui domine le village de Craonne. Il est enterré à la hâte, et il ne reste rien de sa tombe, un sort que Dalize a anticipé dans sa Ballade du pauvre Macchabé :
Je suis le pauvre macchabée, mal enterré,
Mon crâne lézardé s’effrite en pourriture,
Mon corps éparpillé divague à l’aventure,
Et mon pied nu se dresse vers l’azur éthéré.
Plaignez mon triste sort.
Nul ne dira sur moi : « Paix à ses cendres ! »
Je suis mort
Dans l'oubli désolé d'un combat de décembre.
Son nom figure dans la  liste des personnes citées au Panthéon de Paris parmi les écrivains morts pour la France.
L'annonce de la mort de Dalize affecte profondément Apollinaire, qui l'évoque dans une longue lettre du 21 mai 1917 à Georgette Catelain : « Je viens de perdre mon plus cher ami, celui qui est mentionné dans Alcools [...] Un obus est venu confirmer son récent pessimisme. Il a clamé sa mort en des lettres. Il a su qu'il mourrait si on ne le tirait pas de l'épouvantable enfer où  il était depuis 1914. C'est une chose effrayante que cette mort, je n'y peux penser sans frémir [...] Je perds outre un compagnon délicieux mon plus ancien mon meilleur ami. Cela ne se remplace pas et celui-là était d'une qualité unique. ». Le 1er septembre 1917, il lui consacre un article dans le Mercure de France et contribuera à l'édition en 1919 de son poème Ballade du pauvre macchabée mal enterré  illustré de gravures sur bois par André Derain .

Apollinaire avait brièvement évoqué Dalize dans un des contes du recueil Le Poète assassiné, publié en 1916,. Il lui dédie en 1918 le recueil de poèmes Calligrammes : « A la mémoire du plus ancien de mes camarades RENE DALIZE mort au champ d'honneur le 7 mai 1917. », et l'évoque dans le poème "La colombe poignardée et le jet d'eau" : 

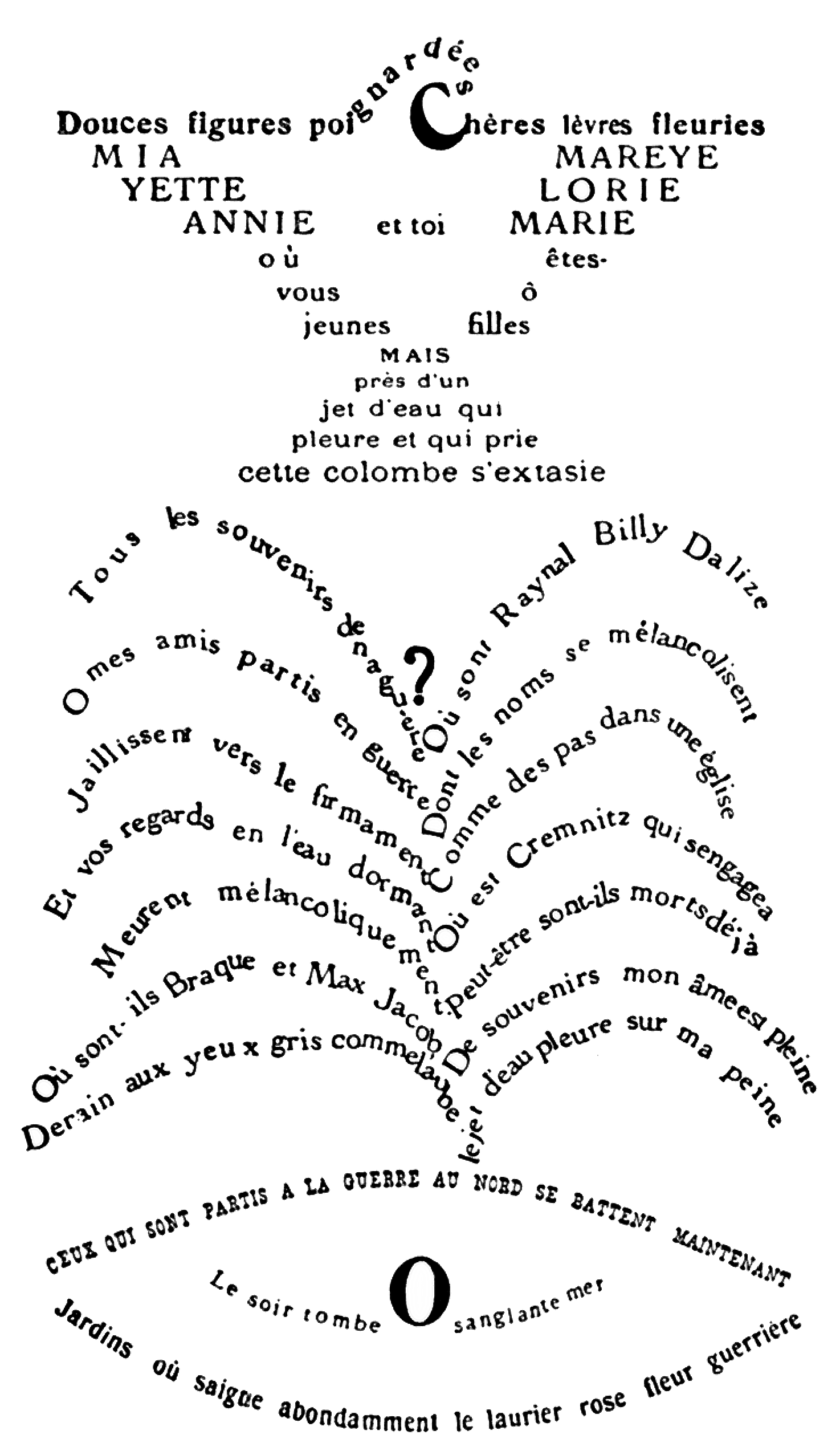
La Colombe poignardée et le Jet d’eau

Où sont Raynal Billy Dalize
O mes amis partis en guerre
Dont les noms se mélancolisent

## Œuvres
- Le Club des neurasthéniques, Paris, 1912, paru en feuilleton sous le pseudonyme de Franquevaux dans le journal Paris-Midi.

- en collaboration avec Guillaume Apollinaire ?
  - La Rome des Borgia, Paris, Bibliothèque des curieux, 1913, 301 p.
  - Les trois Don Juan, Paris, Bibliothèque des curieux, 1914, 320 p.
  - La fin de Babylone, Paris, Bibliothèque des curieux, 1914, 302 p.

- éditions posthumes
  - Ballade du pauvre Macchabé mal enterré : poëme de René Dalize ; décoré de six bois inédits et gravés par André Derain ; suivi de deux souvenirs de Guillaume Apollinaire et André Salmon, Paris, François Bernouard, 1919, 36 p. : in-4 oblong, tiré à 130 exemplaires, illustré de 6 bois gravés par Derain dont 4 en pleine page[16].
  - René Dalize et Paul-Jean Toulet, Au Zanzi des cœurs : comédie en un acte ; préface d'André Billy ; pointe sèche d'Yvonne Préveraud, Paris, Le Divan, 1931, 126 p. (ISBN 979-10-91504-00-3).
  - Ballade du pauvre macchabée mal enterré : suivi de deux souvenirs de Guillaume Apollinaire & André Salmon. Édition proposée et établie par Laurence Campa, Paris, Abstème & Bobance, 2009, 19 p. (ISBN 978-2-914490-21-4 et 2-914490-21-6).
  - Le Club des neurasthéniques, roman inédit présenté par Éric Dussert, Talence, L'Arbre Vengeur, coll. « L'Alambic (18) », 2013, 324 p. (ISBN 979-10-91504-00-3).
  - René Dalize, Ballade du pauvre macchabée mal enterré, Suivi de deux souvenirs de Guillaume Apollinaire et André Salmon, Notice biographique par Emile Ducharlet, Amis de La Lucarne Ovale, 2015  (ISBN 978-2-914648-07-3) .